# Фугасност
Фуга́сност е характеристика на взривното вещество. Служи за мярка на неговата обща работоспособност, разрушителното, метателното и другите действия на взрива. Основно влияние на фугасността оказва обемът на газообразните продукти на взрива.
Точното определение за истинската работоспособност е свързано с технически трудности, за това обикновено фугасността се определя и изразява в относителни единици сравнено с взето за еталон взривно вещество (тротил). За измерената по такъв начин фугасност често се използва термина тротилов еквивалент.
Съществуват няколко способа за определяне на фугасността.
Най-прост и разпространен се явява пробата на Трауцел. Този способ се използва в Руската федерация за промишлените взривни вещества, като стандартните по ГОСТ 4546 – 81. Изпитанието представлява детонация на заряд с маса 10 грама, поставен в оловен цилиндър (често наричан бомба на Трауцел). До и след детонирането на заряда се измерва обемът на кухината вътре в цилиндъра. Разликата между тях с отчитане на влиянието на температурата и капсул-детонатора се сравняват с резултатите спрямо изпитанията на тротил.
Фугасността се определя също с измерването на работата на взрива на балистичното махало.
| Взривно вещество          | Фугасност, cm³ | Тротилов еквивалент |
| ------------------------- | -------------- | ------------------- |
| тротил кристален          | 285±7          | 1                   |
| амонит № 6ЖВ              | 365            | 1,3                 |
| амонал                    | 400            | 1,4                 |
| амонит скален №1 пресован | 450 – 460      | 1,6                 |
| хексоген                  | 480            | 1,7                 |
| нитроглицерин             | 550            | 1,9                 |
| етиленгликолдинитрат      | 650            | 2,3                 |

## Фугасно действие на взрива
Например, при взрив на авиобомбата ФАБ-250 (тегло на ВВ 70 – 100 kg), фугасното действие създава свръхналягане от 10 атмосфери на разстояние 6 m, скоростта на въздушната вълна при това е равна ≈1000 m/s, което може да разруши тухлена стена с дебелина 0,5 m, а за човека е смъртно опасна. На разстояние 14 m свръхналягането достига около 1 атмосфера, скоростта на вълната е 460 m/s, това е опасно за човека, и, възможно, ще изисква болнично лечение.
При взрив на термобарически боеприпаси (окис на етилена), с обем 33 l, ударната вълна създава свръхналягане от 20 атмосфери. Такова налягане се образува при взрив на 250 kg тротил на разстояние 8 m. На дистанции от 3 – 4 радиуса (т.е. 20 – 30 m) свръхналягането съставлява 1 атмосфера, което е напълно достатъчно за разрушаването на самолет.

### Атомната бомба
За изчисляване на радиуса на поражение при ядрени взривове се използва формулата:
{\displaystyle R=C\times {\sqrt[{3}]{X}}},
където R – радиус,
X – заряд в килотона,
C – коефициент на свръхналягане.
За свръхналягане 0,204 атмосфери, C=1; за свръхналягане 1,361 атмосфери, C=0,28.